# 大阪府立高槻南高等学校
大阪府立高槻南高等学校（おおさかふりつ たかつきみなみこうとうがっこう）は、かつて大阪府高槻市芝生町三丁目にあった府立高等学校。全日制普通科を設置し、地元では「高南（たかなん）」の略称・通称で親しまれていた（高槻の地元では「南（みなみ）」、茨木などでは「高南（たかなん）」と呼ばれる事が多かった）。

## 概要
1973年の開校以来、地域密着型の公立高等学校として、自主性や個性の伸張・国際理解・学力の充実・「開かれた学校」への取り組みなどに力を入れていた。
また部活動も盛んにおこなわれ、運動部・文化部ともに全国大会レベルの成績をおさめたクラブも輩出した。

## 沿革
- 1973年4月 - 77番目の大阪府立高校として、大阪府高槻市芝生町に開校。全日制普通科を設置。
- 1993年 - オーストラリア・クインズランド州立トゥーンバ高等学校との姉妹校提携を締結。
- 2001年 - 大阪府教育委員会、高槻南高等学校を廃校にする方針を発表。
- 2002年12月 - 大阪府議会で統廃合計画を定めた条例案が可決され、高槻南高等学校の廃校が正式に決まる。
- 2003年 - 高槻南高等学校の後身となる大阪府立槻の木高等学校が開校。また、高槻南高等学校はこの年から募集停止。
- 2005年3月 - 最後の卒業生を送り出したことに伴い、閉校。

## 廃校反対運動
大阪府教育委員会は2001年、「全日制府立高等学校特色づくり・再編整備第1期実施計画 第3年次実施対象校」を発表。その中で、高槻南高等学校と大阪府立島上高等学校との統合で全日制単位制高校を設置し、両校を廃校にする方針が発表された。
高槻南高等学校の廃校方針が打ち出されたことは、学校関係者や地域に大きな衝撃を与え、廃校反対の声も高まった。とりわけ同校の生徒らは、生徒会を中心にして、放課後に最寄り駅の駅前で廃校反対署名を自主的に集めたり、大阪府教育委員会に対して廃校反対の請願をおこなうなど、生徒による廃校反対運動の取り組みも大きく広がった。
しかしながらすでに決定した事項を覆すまでにはいたらず、これら運動の甲斐もなく、当初の予定通りに同校は廃校された。

## 閉校後
2005年3月の閉校後、府下の公立高校の中でも3本の指に入る大きさだったグラウンドが開放されるなど、閉校後も地域に親しまれていた。
閉校後、校舎が映画撮影に使用されるなどした。2007年3月下旬から5月10日には、2007年10月27日公開の映画『クローズZERO』（原作：髙橋ヒロシ）の撮影が行われた。また『ゲゲゲの鬼太郎』や『初雪の恋 ヴァージン・スノー』、『僕の彼女はサイボーグ』等の撮影も行われている。
その後、2008年3月31日をもって大阪府から売却され、住宅地としての再開発が決定。同年8月末から本格的な施設の解体工事が始まり9月に体育館が完全に取り壊され、12月には総ての建造物の解体が終了。2009年～13年にかけて全223戸の大住宅地が完成。
そして、2021年8月15日に卒業生同志らが高槻市立芝生幼稚園付近の残っていた跡地に記念碑を建立した。

## 著名な出身者
- 家治川卓也（サッカー選手）※U-17日本代表
- 入江美由紀（ミュージシャン）
- カジポン・マルコ・残月（文芸研究家）
- 京本政樹（俳優）
- 櫛引実（元Jリーグ選手）
- 杉山弘一（元Jリーグ選手）
- Jin Nakamura（作曲家）
- 西村英樹（元Jリーグ選手）
- 松田賢二（俳優）
- 川口俊和（脚本家）
- エンジンコータロー（お笑い芸人）